# Olios punctipes
Olios punctipes är en spindelart som beskrevs av Simon 1884. Olios punctipes ingår i släktet Olios och familjen jättekrabbspindlar. Utöver nominatformen finns också underarten O. p. sordidatus.